# 전승화
전승화(1979년 11월 1일 ~ )는 한국의 남자 성우다. 2008년 한국방송 성우극회 공채 33기로 입사했다.

## 애니메이션

### TV 애니메이션
- 20면상의 아가씨 (애니맥스) - 아케치
- DARKER THAN BLACK -유성의 쌍둥이- (애니맥스) - 니카 로바노프
- 블레이징 틴스 4 (재능TV) - 레오
- 쌍둥이 맑음 (카툰네트워크) - 주영
- 문구계의 슈퍼 아이돌 지우개군 (재능TV) - 책받침
- 포켓몬스터 XY (투니버스) - 화이트(의사)
- 명탐정 코난 15기 (투니버스)
- 보루토 (투니버스) - 시즈마
- 나의 히어로 아카데미아 4기 (애니박스) - 토쿠다 타네오
- 바이트 초이카 - 차동혁
- 지우개군 (재능TV) - 책받침

### 극장용 애니메이션
- 짱구는 못말려 극장판: 포효하라! 떡잎 야생왕국 - 나자연
- 토니스토리 : 깡통제국의 비밀 - 노블왕자
- 지저귀는 새는 날지 않는다 - 나나하라

## TV

### 외화
- 닥터 후 시즌 6 (KBS) - 알렉스
- 더 도어 (KBS) - 에드거(토머스 아널드)
- 엘 시크레토: 비밀의 눈동자 (KBS) - 마리아노
- 삼국지 (KBS) - 여장수
- 스페이스 카우보이 (KBS) - 젊은 거슨(빌리 월리)
- 음모자 (KBS) - 루이스 와이크만(조나단 그로프)
- 퍼블릭 에너미 (KBS) - 줄리어스 라이스(랜디 라이언)

### 내레이션

#### 교양/다큐멘터리
- KBS 2TV 추적 60분 - 이효리 쇼크와 표절 매커니즘 (2010.07.21)
- KBS 2TV TV특강 - 김광석편 (2011.01.03 ~ 2011.01.04)
- KBS 2TV TV특강 - 톨스토이편 (2011.01.10 ~ 2011.01.11)
- MBN 설특집 대통령의 생활史 (2012.01.21)
- KBS 1TV 행복한 교실 (~2012.05.09)
- MBC 프라임 21세기 직업 그린 칼라를 잡아라 1부 - 바람(風)난 사람들 (2012.02.09)
- MBC 프라임 21세기 직업 그린 칼라를 잡아라 2부 - 광(光)파는 사람들 (2012.02.16)
- 청주MBC 명인 제7부 천년살이 나무의 영혼을 담다 - 소목장 박명배 (2012.03)
- KFN 국군방송 특집 다큐 - 군번 K, 그들의 귀환 (2012.06.22)
- EBS 다큐 10+ 야생늑대를 찾아서 (2012.06.29)
- KBS 2TV 2012 런던 올림픽 특집 - 런던으로 가는길 '한 여름밤의 꿈' (2012.07.16)
- KBS 2TV 2012 런던 올림픽 특집 - 런던으로 가는길 '녹색 테이블의 꿈' (2012.07.19)
- SBS 2012 런던 올림픽 특집 - 별을 쏘다 '복싱 신종훈' (2012.07.18)
- SBS 2012 런던 올림픽 특집 - 별을 쏘다 '체조 양학선' (2012.07.19)
- KBS 2TV 2012 런던 올림픽 특집 - 런던으로 가는길 '런던은 지금' (2012.07.27)
- KBS 1TV 2012 런던 올림픽 특집 - 특집 런던 드림 '10!10! 양궁' (2012.07.27)
- SBS 2012 런던 올림픽 특집 - 도마의 신, 마침내 비상 (2012.08.07)
- MBC 휴먼스토리 덤벼라!인생 - 인생을 노래하다 가수 소냐편 (2012.10.29)
- TBC 100세 시대, 당신은 노인입니까? (2012.12.20)
- EBS 하나뿐인 지구 - 무균사회 (2013.01.18)
- KBS 1TV 수요기획 - 100세 청춘을 산다, 그리스 이카리아 섬의 비밀 (2013.04.03)
- SBS 일요특선 다큐멘터리 - 행복한 밥상 (2013.04.07)
- JTBC 레전드 오브 닥터스 (2013.05.12~2013.06.16)
- SBS 스페셜 - 그녀, 뼈를 깎다 : 내딸의 양악수술 (2013.05.26)
- SBS 일요특선 다큐멘터리 - 도랑, 도시를 살리다 (2014.04.06)
- KBS 1TV 대한민국 창업 프로젝트 천지창조 (2014.04.26~2014.07.05)
- SBS 신의 선물 - 14일 그 후 (2014.04.28)
- EBS 하나뿐인 지구 - 만들기 본능 (2014.05.30)
- MBC 네트워크 특선 - 황해 1부 (2014.06.02)
- MBC 네트워크 특선 - 황해 2부 (2014.06.30)
- OBS 경인 TV 플래닛어스(Planet Earth 2006, BBC) (2014.07.08~)
- SBS 스페셜 - 나를 잊어 주세요 : 모든 것을 기억하는 사회 (2014.07.20)
- EBS 다큐 스페셜 - 1부 맛의 비밀 (2014.09.01)
- EBS 다큐 스페셜 - 2부 맛의 기억 (2014.09.02)
- EBS 다큐 스페셜 - 3부 맛의 교육 (2014.09.03)
- SBS 특집 다큐멘터리 - 착한 에너지의 진화 (2014.12.17)
- SBS 일요특선 다큐멘터리 - 나에게 딱 맞는 비타민 매뉴얼 (2015.02.22)
- KFN KFN 스페셜 - 잊지 말아야 할 기억, 그날 (2015.03.26)
- SBS 일요특선 다큐멘터리 - 물과 공존하는 지혜, 네덜란드의 도랑 (2015.04.05)
- KNN KNN 창사 20주년 특집 다큐멘터리 - 매립의 역습 (2015.05.26)
- TBC TBC 창사 20주년 특집 다큐멘터리 - 하늘에서 본 대구경북(2015.11.17~2016.06.22)
- 채널A 4부작 다큐멘터리 휴먼다큐 한번 더 해피엔딩 : 제 2화 '산 할아버지와 백년집'(2015.12.16)
- SBS 일요특선 다큐멘터리 - 맛의 원리 순수의 맛, 짠맛 (2016.04.03)
- KBS N Sports 더 레전드 - 조선 4번 타자의 꿈 '이대호' (2016.05.02)
- KBS 1TV 부처님 오신 날 특집 - 출가, 그들이 산사로 간 까닭은? (2016.05.15)
- tvN 리틀빅 히어로 - 인생을 빛내주는 정리 마법사 '정경자' (2016.05.16)
- 대구MBC특집 다큐멘터리 - 독도, 지도의 증언 (2017.08.27)
- TBC 특집프로그램 - 에너지 전환시대 우리의 선택은 (2018.04.05)
- SBS 일요특선 다큐멘터리 - 100년 식당을 꿈꾸다 (2018.07.15)
- 목포MBC특집 다큐멘터리 - 무인도에서 만난 세상 1부(2018.08.17)
- 목포MBC특집 다큐멘터리 - 무인도에서 만난 세상 2부(2018.08.23)
- SBS 일요특선 다큐멘터리 - 플라스틱 기적에서 재앙으로 (2018.10.21)
- KBS 1TV 3.1운동 및 대한민국 임시정부 수립 100주년 특집 '시민의 탄생' - 왕을 끌어내리다 (2019.04.04)
- KBS 1TV 3.1운동 및 대한민국 임시정부 수립 100주년 특집 '시민의 탄생' - 공화의 시대 (2019.04.05)
- KBS 1TV 3.1운동 및 대한민국 임시정부 수립 100주년 특집 '시민의 탄생' - 나는 자유민이다 (2019.04.06)
- KCTV 제주방송 특별기획 다큐멘터리 'Face of Jeju' 어느 사진가가 들려주는 제주이야기 - 1부 '제주의 두 얼굴' (2019.11.14)
- KCTV 제주방송 특별기획 다큐멘터리 'Face of Jeju' 어느 사진가가 들려주는 제주이야기 - 2부 '갈등의 섬' (2019.11.15)
- G1 강원민방 창사특집 다큐멘터리 '영월 창령사 터 오백나한의 비밀' - 모두를 홀린 얼굴(2020.10.25)
- 광주MBC 직장인 공감힐링 다큐 '오늘도 출근'(2021.04.01)
- SBS 일요특선 다큐멘터리 - 전통 발효의 힘, 장!(2021.06.20)
- KBS 다큐On 142회 : 황혼의 캔버스 (2022.06.03)

#### 예능/버라이어티
- Mnet 세레나데 대작전 (2011.09.15)
- KBS 2TV 영화가 좋다 (2012)
- tvN Super Diva (2012.03)
- On Style 스타일로그 (2012.03.15~2012.12.17)
- On Style PRK4 강성도의 REARWAY (2012.04.28)
- QTV 7번가의 기적 (2012.05.12~2012.08.11)
- tvN E News - 헐리우드에 새겨진 대한민국 배우 이병헌 (2012.06.29)
- Mnet 와이트 연예뉴스 순위 공작단 대한민국 아이돌스타 TOP 100 : 100위~74위 (2012.07.24)
- Mnet 와이트 연예뉴스 순위 공작단 대한민국 아이돌스타 TOP 100 : 74위~46위 (2012.07.31)
- Mnet 와이트 연예뉴스 순위 공작단 대한민국 아이돌스타 TOP 100 : 46위~19위 (2012.08.07)
- Mnet 와이트 연예뉴스 순위 공작단 대한민국 아이돌스타 TOP 100 : 18위~1위 (2012.08.14)
- MBC 스타오디션 위대한 탄생3 (2012.10.19~2013.03.01)
- KBS 2TV 인간의 조건 파일럿 (2012.11.24~2012.12.15)
- KBS 2TV 인간의 조건 1 (2013.01.26~2014.12.20)
- XTM 더 벙커 시즌 1 (2013.02.07~2013.05.04)
- XTM 더 벙커 시즌 2 (2013.08.10~2013.11.02)
- Story On 우먼쇼 (2013.05.07~2013.10.15)
- FashionN Follow 美 special (2013.06~2013.12)
- O'live TV 한식대첩 시즌 1 (2013.09.28~2013.12.07)
- SBS FunE 더쇼톡 (2013.10)
- 2013 멜론 뮤직 어워드 (2013.11.14)
- KBS 2TV 인간의 조건 2 (2015.01.03~2015.05.02)
- tvN 수요미식회 (2015.01.21~2019.10.08)
- 제 24회 하이원 서울가요대상 (2015.01.22)
- 제 4회 가온차트 K-POP 어워드 (2015.01.28)
- tvN10 Awards (2016.10.09)
- 2016 KBS 연예대상 (2016.12.24)
- MBN 오래살고 볼일 (2020.10.18~2021.01.03)
- SBS 신년특집 세기의 대결 'AI VS 인간'(2021.01.29~2021.02.14)

#### CF
- KCC 보이진 않지만 세상이 움직이는 곳편
- KDB대우증권 'Think you Very Much'(바디페인팅)편
- LG유플러스 음성무제한 LTE의진리(류현진)편
- LG LG 올인원 PC
- LG LG 사운드바
- LG LG G Flex 2
- LG LG 와인 스마트
- SK에너지 엔크린
- SK엔카
- SK플래닛 스마트월렛
- SK이노베이션
- 게이트맨
- 기아자동차 K5
- 기아자동차 K7
- 기아자동차 K9 2013 가치를더하다편
- 기아자동차 올뉴프라이드 컴백편
- 기아자동차 쏘울 EV
- 넥슨 메이플 스토리 레드
- 닛산 자동차 뉴 알티마
- 두산 인프라코어 인프라장비를 만드는 세계적인 기업편
- 남양유업 루카
- 랑콤 그랑디오즈 블랙스완 마스카라
- 롯데카드 이코노믹스 경제시너지편
- 렉서스 New Generation IS - ADRENALINE BURST
- 메르세데스 벤츠 The New E Class
- 삼성 갤럭시노트10.1
- 서울우유 웰작 어른치즈편
- 스윙글로브
- 신한카드 큐브
- 쌍용자동차 코란도C SUV뒷좌석편
- 쌍용자동차 티볼리
- 아모레퍼시픽 헤라옴므 셀바이탈라이징에센스인스킨 습관편
- 에스티로더 갈색병리페어 갈색병편
- 옵티머스 LTE
- 위니아만도 프라우드 102가지맞춤과학 딤채의기술편
- 캐논 EOS100D 세상에서가장작고가벼운DSLR(남자)편
- 하이카 다이렉트 나의 좋은 유전자는 현대하이카로부터 얻다편
- 한국GM 쉐보레 캡티바2.0 캡티바의본질편
- 한국와이어스 샐틈없는 센트룸
- 현대자동차 아반떼 양1편
- 현대캐피탈 현대캐피탈 다이렉트 론
- 토요타 2016년형 캠리 하이브리드
- 포드 Ford 쿠가, 몬데오, 포커스
- 닛산 인피니티 Q50
- LG LG G5 & Friends
- 현대자동차 아이오닉(IONIQ) 하이브리드
- 시세이도 퍼펙트 UV 프로텍터
- 쌍용자동차 뉴 스타일 코란도C
- 닛산 알티마
- LG LG G6
- 캐딜락 Make Your Way
- LEXUS ES 300H
- BMW THE 8
- 아모레퍼시픽 - 아이오페 레티놀 엑스퍼트
- LG WHISEN 걱정없이 깨끗한 바람
- LG SIGNATURE 세탁기
- LG PC 그램
- LG PC 그램 15
- LG PC 그램 - 시간을 그램하다(2017)
- LG PC 그램 - 또 한번의 혁신(2018)
- LG PC 그램 - 대화면으로 더 큰 세상을 열다(2019)
- LG PC 그램 - NO.1의 혁신(2020)

#### 영화 예고편
- 아저씨(2010.07)
- 도둑들(2012.06)
- 광해, 왕이 된 남자(2012.09)
- 회사원(2012.09)
- 베를린(2013.01)
- 런닝맨(2013.03)
- 뷰티풀 크리처스(2013.04)
- 은밀하게 위대하게(2013.05)
- 에픽 : 숲속의 전설(2013.06)
- 감시자들(2013.06)
- 깡철이(2013.09)
- 롤러코스터(2013.10)
- 집으로 가는 길(2013.11)
- 월터의 상상은 현실이 된다(2013.12)
- 찌라시 : 위험한 소문(2014.01)
- 쓰리데이즈 투 킬(2014.03)
- 어메이징 스파이더맨 2(2014.03)
- 하이힐 (2014.05)
- SX TAPE(2014.05)
- 우는 남자(2014.05)
- 더 시그널(2014.06)
- 비긴어게인(2014.08)
- 에코(2014.09)
- 빅 아이즈 (2015.01)
- 모데카이 (2015.02)
- 인서전트 (2015.03)
- 악의 연대기 (2015.04)
- 은밀한 유혹 (2015.06)
- 암살 (2015.08)
- 베테랑 (2015.08)
- 마션 (2015.09)
- 검은 사제들 (2015.10)
- 마스터 (2016.11)
- 더 킹 (2017.01)
- 조작된 도시 (2017.01)
- 히든 피겨스 (2017.02)
- 군함도 (2017.07)
- 남한산성 (2017.09)
- 그것만이 내 세상 (2017.12)
- 독전 (2018.05)
- 걸캅스 (2019.05)
- 존윅3 (2019.06)
- 롱 샷 (2019.07)
- 엑시트 (2019.07)
- 47미터2 (2019.08)
- 나를 찾아줘(2019.11)
- 포드v페라리(2019.11)
- 시동(2019.12)
- 21 브릿지(2019.12)
- 해치지않아(2020.1)
- 남산의 부장들(2020.1)
- 지푸라기라도 잡고 싶은 짐승들(2020.2)

## 라디오

### 라디오 드라마
KBS 라디오 극장 (KBS 한민족 방송)
- 2008.06.01 ~ 2008.06.30 이수광 <대륙의 영혼, 최재형> (보리스/안중근)
- 2008.07.01 ~ 2008.07.31 김려령 <완득이> (남자/경찰/사범)
- 2008.08.01 ~ 2008.08.31 이상락 <내몽고의 슈바이처, 이자해> (청년/중국인)
- 2008.10.01 ~ 2008.10.31 헨리 홍<우리땅 독도> (사이토)
- 2008.11.01 ~ 2008.11.30 최재도 <작심개운> (주민)
- 2009.02.01 ~ 2009.02.28 김주영 <아라리난장> (창범외삼촌/방극섭)
- 2009.03.01 ~ 2009.03.31 권지혜 <정인(붉은 비단보)> (큰오빠/의원)
- 2009.05.01 ~ 2009.05.31 신경숙 <엄마를 부탁해> (경찰/서영훈/시골의사)
- 2009.07.01 ~ 2009.07.31 심훈 <상록수> (기만)
- 2010.04.01 ~ 2010.04.30 김영하 <검은꽃> (조장윤)
- 2010.08.01 ~ 2010.08.31 김성종 <최후의 증인> (손석진)
- 2013.06.01 ~ 2013.06.30 이도우 <사서함 110호의 우편물> (이건)
- 2014.06.01 ~ 2014.06.30 김대현 <홍도> (동현)
- 2017.04.01 ~ 2017.04.31 조두진 <결혼면허> (손윤철)
- 2018.06.01 ~ 2018.06.30 나혁진 <낙원남녀> (김우석)
- 2020.02.01 ~ 2020.02.29 강지영 <신문물 검역소> (기수영)
- 2020.10.01 ~ 2020.10.30 이도우 <날씨가 좋으면 찾아가겠어요> (임은섭)

#### KBS 특집 프로그램 (KBS 한민족 방송)
- 2020.11.21 ~ KBS 오디오북 아카이브 프로젝트

KBS 라디오 독서실 (KBS 2라디오)
- 2008.03.09 김경욱 <99퍼센트> (국장)
- 2008.12.07 이윤설 <팔도모창가수왕> (시민2)
- 2008.12.14 정이현 <삼풍백화점> (손님1)
- 2008.12.21 윤성희 <봉자네분식집> (사장)
- 2009.01.11 김금희 <너의 도큐먼트> (노숙자2)
- 2009.02.01 진보경 <호모 리터니즈> (친구)
- 2009.02.22 은희경 <아름다움이 나를 멸시한다> (직원남)
- 2009.03.08 박상우 <인형의 마을> (이순신)
- 2009.03.15 조해진 <그리고, 일주일> (아버지)
- 2009.03.22 김경욱 <위험한 독서> (중년)
- 2009.04.05 현기영 <순이 삼촌> (길수형)
- 2009.04.12 조경란 <풍선을 샀어> (차선배)
- 2009.04.19 김중혁 <악기들의 도서관> (동료)
- 2009.05.17 한승원 <아버지와 아들> (친구)
- 2009.06.07 문순태 <철쭉제> (지서주임)
- 2009.06.14 강석경 <숲속의 방> (남학생3)
- 2009.06.21 차범석 <산불> (대장)
- 2009.06.28 염승숙 <채플린, 채플린> (하객1)
- 2009.07.05 김정한 <사하촌> (주사)
- 2009.07.12 김숨 <투견> (천문달)
- 2009.07.26 김미월 <서울 동굴 가이드> (남자)
- 2009.08.02 셰익스피어 <한 여름밤의 꿈> (이지어스)
- 2009.08.23 김주영 <똥친 막대기> (싸리나무1)
- 2009.08.30 이기호 <햄릿 포에버> (배우1)
- 2009.09.06 편혜영 <토끼의 묘> (상사)
- 2009.09.13 윤후명 <별을 사랑하는 마음으로> (남환자2)
- 2009.10.11 주요섭 <아네모네의 마담> (김군)
- 2009.11.01 정이현 <낭만적 사랑과 사회> (민석)
- 2009.11.22 김경욱 <신에게는 손자가 없다> (사장)
- 2009.11.29 전성태 <이미테이션> (선임자)
- 2009.12.06 이홍 <50번 도로의 룸미러> (강피디)
- 2009.12.13 백가흠 <그리고 소문은 단련된다> (김씨)
- 2010.01.03 허균 <홍길동전> (도적2)
- 2010.01.24 이은선 <붉은 코끼리> (악단장)
- 2010.05.16 김영하 <사진관 살인사건> (과장)
- 2011.07.10 김도연 <사람살려> (성기)
- 2014.10.26 윤고은 <오두막> (해설)

KBS 라디오 문학관 (KBS 한민족 방송)
- 2017.10.22 김언수 <존엄의 탄생> (대학선배)
- 2017.11.19 이기호 <한정희와 나> (해설/나)

KBS 무대 (KBS 한민족 방송)
- 2008.06.21 <다방과 다방사이> (남자3)
- 2008.12.13 <기생월향-사단칠정 살인사건> (하인1)
- 2009.01.03 <몽당연필> (김민규)
- 2009.01.10 <다이,하드> (의사)
- 2009.01.17 <시간을 줍다> (주인)
- 2009.03.07 <교수님, 행복하십니까?> (교수2)
- 2009.03.14 <한계령> (사진사)
- 2009.03.21 <외로움은 소리에 민감하다> (강만)
- 2009.04.18 <장모님의 아파트> (은행직원)
- 2009.05.30 <내 인생의 절정기> (수호)
- 2009.06.05 <낙타의 눈물> (교사)
- 2009.06.27 <수상한 관계> (유상현)
- 2009.08.29 <장군 멍군> (김순경)
- 2009.09.12 <아버지의 기억> (김대리)
- 2009.09.26 <김부식의 낮잠> (김형사)
- 2009.11.28 <김장하는 날> (버스기사)
- 2009.12.05 <맏이> (교사)
- 2009.12.19 <프로페셔널 장숙자, 사표를 던지다> (경찰1)
- 2009.12.26 <보라코끼리가 간다> (성연)
- 2010.02.13 <불효시대> (장재민)
- 2010.04.17 <내게도 사랑이> (형사)
- 2010.05.15 <달의 바다>
- 2010.07.10 <빈 가지 위에 눈꽃이 피다> (석우)
- 2011.05.14 <사과꽃> (정남)
- 2011.10.29 <꽃진이> (이민우)
- 2012.04.07 <외로움도 힘이 된다> (정수남)
- 2014.05.10 <한영우> (한영우)
- 2015.05.16 <개과천선> (오순경)
- 2015.08.15 <기적소리> (혁)
- 2016.05.15 <어머니와 아들> (동우)
- 2016.10.22 <아버지를 찾아서> (최형규)
- 2017.11.11 <비연애주의자 고혜진> (최종혁)

소설극장
- 2009.01~2009.10 이병주 <지리산> (이 규)
- 2008.11.15 ~ 2009.01.22 김하인 <아침인사> (이장/배명환/재희아빠)
- 2018.07.30 ~ 2018.11.04 김영탁 <곰탕> (해설)

라디오 여행기
<2009.05~2010.5>
- 800km 도보 순례여행 산티아고 가는 길
- 놀멍 쉬멍 걸으멍 제주 걷기 여행
- 대한민국에서 살고 싶은 곳 33
- 걷는 것이 쉬는 것이다
- 인상파와 함께 걷는 달콤한 유럽여행
- 문명의 술, 중국을 가다
- 백두대간 민속기행

## 기타

### 드라마 CD
- 밤바다夜海 DRESSY REVERSE - 주세영(2011)
- 밤바다夜海 DRESSY REVERSE 외전 - 주세영(2012)
- 팀 아나고 11월 소년 두 번째 드라마CD 냉정과 열정사이 - 박예일(2012)
- 밤바다夜海 The Game - 민상우(2013)
- Audio Comics Eargasm Collection vol.2 검은집사(2014)
- 밤바다夜海 격발 PART.1 - 김설(스노우)(2015)
- 밤바다夜海 격발 PART.2 - 김설(스노우)(2015)
- 밤바다夜海 Sleeping Project The JaRa Vol.29 전승화님(2015)
- 보이스북 Another Lost - 의사(A Fair)(2016)
- 보이스북 아카이브 - 전율(2017)
- 밤바다夜海 중력 첫 번째 - 강재희(2017)
- 밤바다夜海 중력 두 번째 - 강재희(2017)
- 보이스북 블룸 비차(悲車) - 이원(2018)
- 밤바다夜海 천추세인(千秋世人) - 천마 혁련상(2018)
- 밤바다夜海 Sleeping Project The JaRa S Vol.1 천추세인(千秋世人)편(2018)
- 밤바다夜海 PAYBACK Part.1 - 이유한(2021)
- 밤바다夜海 PAYBACK Part.2 - 이유한(2021)

### 팟캐스트
- 더빙의 신 전승화 1부(2016.08.19)
- 더빙의 신 전승화 2부(2016.08.26)
- 듣는 드라마 봉사감과 러브레터 - 한준수(2017.03.27~2017.04.20
- 네이버 오디오클립 마담셜록 - 레스트레이드 경감/제임스 맥카시(2017)
- 네이버 오디오클립 행복한 이기주의자 - 전승화(2018)
- 네이버 오디오클립 / 네이버 시리즈 신부가 필요해 - 윤정헌(2018.09.03~2019.05.17)
- 네이버 오디오클립 채티 오디오 드라마 '괴담' 막차 살인사건 1-14 完(2019)
- 네이버 오디오클립 채티 오디오 드라마 '괴담' 자매 1-3 完(2019)
- 네이버 오디오클립 채티 오디오 드라마 '괴담' 가위 1-3 完(2019)
- 네이버 오디오클립 채티 오디오 드라마 '괴담' 방울소리 1-3 完(2019)
- 네이버 오디오클립 채티 오디오 드라마 '괴담' 씬 스틸러 1-4 完(2019)
- 네이버 오디오클립 채티 오디오 드라마 '괴담' 그 남자의 공간 1-3 完(2019)
- 네이버 오디오클립 채티 오디오 드라마 '괴담' 시즌2 - 간증 1-3 完(2020)
- 네이버 오디오클립 채티 오디오 드라마 '괴담' 시즌2 - 관계자외 출입금지 1-6 完(2020)
- 네이버 오디오클립 채티 오디오 드라마 '괴담' 시즌2 - 비둘기 1-4 完(2020)
- 네이버 오디오클립 채티 오디오 드라마 '괴담' 시즌2 - 그 남자의 비밀 1-3 完(2020)
- 네이버 오디오클립 채티 오디오 드라마 '괴담' 시즌2 - 시체닦이 1-13 完(2020)
- 네이버 오디오클립 채티 오디오 드라마 '괴담' 시즌2 - 해바라기 복수 1-3 完(2020)
- 네이버 오디오클립 채티 오디오 드라마 '괴담' 시즌2 - 이상한 소리 못 들었어요 1-3 完(2020)
- 네이버 오디오클립 채티 오디오 드라마 '괴담' 시즌2 - 미세먼지 정화식물 1-2完(2020)
- 네이버 오디오클립 채티 오디오 드라마 '괴담' 시즌2 - 구체 눈알 인형 1-7完(2020)
- 네이버 오디오클립 채티 오디오 드라마 '괴담' 시즌2 - 눈을 감으면 1-7完(2020)
- 웹툰 '목소리의 그늘' 보이스 드라마 - 주성연(2020)
- 네이버 오디오클립 내 남편과 결혼해줘 - 유지혁(2021)

### 기타/행사
- 시와 음악이 있는 밤 - MC(2017.06.17) (수원 제1 야외음악당)
- 온 스테이지 아카이브 - 전율(2017.09.09) (흰물결 아트센터)
- 파주 북소리 2017 라디오 소설극장 <플리즈 비 마인> - 민준수(2017.09.16) (명필름 아트센터)
- 민승우의 데이앤나잇(Day & Night) EXiT:LiGHT ENTER:NiGHT' with 전승화(2017.12.16) (대교타워 아이레벨홀)
- 온 스테이지 비차 - 이원(2018.09.01) (KBS 아트홀)
- 제 2회 던전 보이스 페어 야해(夜海) 밤바다 사인회 (2018.12.22) (홍대던전)
- 라이브 뮤직 드라마 <플리즈 비 마인> - 민준수(2019.02.23) (리틀보이스 아트홀)
- 성우 김지혜의 <책 속의 지혜> '그 남자, 그 여자1' (2019.10.08) (스페이스 청)
- 배리어프리 오페라 <모두를 위한 오페라> 'LA TRAVIATA' - 알프레도 제르몽 (2019.11.27) (예술의 전당 콘서트홀)
- 2019 Anime X Game Festival 밤바다 夜海 (2019.12.14) (킨텍스 제 2 전시관)
- 성우 김지혜의 <책 속의 지혜> '우리 사랑은 매년 다시 피어나는 봄꽃 같았으면 좋겠다' (2020.02.23) (스페이스 청)
- 카카오게임즈 모바일 RPG 게임 '가디언 테일즈(Guardian Tales)' (2020) - 메카 워리어 '오그마'
- 2020 울주 세계 산악 영화제 움프프로젝트 - 달리다굼, 식물에게 국경은 없다